# Angelo Zimmerman
Angelo Zimmerman (nacido el 19 de marzo de 1984) es un futbolista internacional de Curazao que juega actualmente para el ONS Sneek de la Eerste klasse del fútbol holandés y se desempeña en el terreno de juego como mediocampista ofensivo.

## Clubes
| Club               | País         | Año           |
| ------------------ | ------------ | ------------- |
| Cambuur Leeuwarden | Países Bajos | 2004–2006     |
| FC Emmen           | Países Bajos | 2006–2007     |
| BV Veendam         | Países Bajos | 2007–2009     |
| RBC Roosendaal     | Países Bajos | 2009–2010     |
| FC Emmen           | Países Bajos | 2010–2013     |
| WKE Emmen          | Países Bajos | 2013–2016     |
| ONS Sneek          | Países Bajos | 2016-presente |